# Siechenbach (Werse)
Der Siechenbach, vielleicht auch Sichenbach,  ist ein 2,5 km langer, östlicher und orografisch linker Zufluss zur Werse in Nordrhein-Westfalen.

## Verlauf
Der Siechenbach entspringt östlich des Siedlungsbereichs der Stadt Beckum zwischen dem Gewerbegebiet Auf dem Tigge und dem Zementwerk auf etwa 145 m ü. NHN. Er fließt von hier an durchwegs westlich, erst durch das Gelände des Zementwerks, dann durch den östlichen Siedlungsring der Stadt. Darin unterquert er sogleich die Stromberger Straße (B 61), dann nahe der Siechenhauskapelle den Siechenhausweg. Fortan begleitet ihn rechts die Straße Am Siechenbach, die an der wiederum querenden Windmühlenstraße endet. Nach den letzten 200 Metern seines Laufes mündet er nordöstlich des Stadtzentrum von Beckum nach der diesen querenden Bahnstrecke Hamm–Minden auf rund 112 m ü. NHN in den Hauptoberlauf Kollenbach der Werse.
Der Sichenbach ist schon ab seiner Quelle und auf einem erheblichen Teiles seines Laufes verrohrt.